# Твердині
Тверди́ні — село в Україні, у Затурцівській сільській громаді Володимирського району Волинської області. Населення становить 183 осіб.

## Географія
Село розміщене на лівому березі річки Стохід.

## Історія
У 1906 році село Киселинської волості Володимир-Волинського повіту Волинської губернії. Відстань від повітового міста 40 верст, від волості 3. Дворів 71, мешканців 538.
До 21 вересня 2018 року село підпорядковувалось Кисилинській сільській раді.
Після ліквідації Локачинського району 19 липня 2020 року село увійшло до Володимир-Волинського району.

## Населення
Згідно з переписом УРСР 1989 року чисельність наявного населення села становила 286 осіб, з яких 135 чоловіків та 151 жінка.
За переписом населення України 2001 року в селі мешкали 182 особи. 100 % населення вказало своєю рідною мовою українську мову.

## Люди
- Палійчук Олексій Андрійович (1941, Твердині) — український поет і прозаїк.